# Pachystoma nutans
Pachystoma nutans, é uma espécie de planta da família das orquídeas. É endémico de Myanmar. Foi descrito pela primeira vez por Sing Chi Chen e Yi Bo Luo em 2002. O espécime tipo de Pachystoma nutans foi anteriormente esquecido entre as espécies não identificadas de Eulophia no herbário do Royal Botanic Garden em Edimburgo. Só é conhecido a partir do espécime tipo, que foi coletado perto de Mong Yaw, Mianmar.

## Descrição
O único espécime de P. nutans foi descrito da seguinte forma: 21 cm (8.3 in) altura com um caule ereto e glabro. Possui 5 bainhas membranosas, nervosas, também glabras. Nenhuma folha foi incluída com o espécime, provavelmente devido à ausência geral de folhas durante a floração, semelhante a outras espécies de Pachystoma e Eulophia. O racemo é 3.7 cm (1.5 in) comprimento com 2 flores balançando. O pedicelo (botânica) e o ovário são 1.3–1.5 cm (0.51–0.59 in) longo e branco-pubescente. As flores são creme pálido, levemente coradas de rosa, com um lábio verde-amarelado brilhante. A sépala dorsal é puberal em ambas as faces, elíptica-oblonga, 1.2 cm (0.47 in) longo e 2.7 mm (0.11 in) transversalmente, com 5 nervos. As sépalas laterais são semelhantes às dorsais, mas oblíquas. As pétalas são lineares, acuminadas no ápice, puberulosas, 1.2 cm (0.47 in) comprimento e 1.2 mm (0.047 in) transversalmente, com 3 nervos. O labelo tem contorno orbicular-ovalado, constrito ligeiramente abaixo do meio, formando três grandes lóbulos.
Pachystoma nutans distingue-se de Pachystoma pubescens por sua inflorescência de duas flores (versus muitas flores); raque glabro (versus mais ou menos piloso), flores balançando (em vez de se espalhar horizontalmente) e seu labelo trilobado ligeiramente abaixo do meio (e não acima do meio).